# Megasema tristigma
Megasema tristigma là một loài bướm đêm trong họ Noctuidae.